# Максимилијан Браун
Максимилијан Браун (Базел, 23. октобар 1705 — Праг 26. јун 1757) био је аустријски фелдмаршал.

## Војна служба
У рату против Турака 1737-1739. године држао је Бању Луку под опсадом.
У рату за аустријско наслеђе, у бици код Молвица 1741, командовао је десним крилом, а 1744. потиснуо је шпанску армију према Напуљу. Касније, 1746. као командант армије у Италији освојио је Ломбардију и продро преко Ђенове у јужну Француску.
У Седмогодишњем рату, октобра 1756. без успеха је покушао да разбије опсаду Пирне. Командовао је десним крилом у бици код Прага 1757. године, одбио пруски напад и прешао у противнапад када је смртно рањен.